# Cancer Letters
Cancer Letters, abgekürzt Cancer Lett., ist eine wissenschaftliche Fachzeitschrift, die vom Elsevier-Verlag veröffentlicht wird. Die Zeitschrift erscheint derzeit mit 28 Ausgaben im Jahr. Es werden Arbeiten veröffentlicht, die sich mit den Grundlagen und translationaler Onkologie beschäftigen.
Der Impact Factor lag im Jahr 2016 bei 6,375. Nach der Statistik des ISI Web of Knowledge wird das Journal mit diesem Impact Factor in der Kategorie Onkologie an 25. Stelle von 217 Zeitschriften geführt.